# Mittenothamnium iporanganum
Mittenothamnium iporanganum là một loài Rêu trong họ Hypnaceae. Loài này được (Besch. & Geh.) Cardot mô tả khoa học đầu tiên năm 1913.